# Flughafen H. Hasan Aroeboesman

i8
i11
i13
Der Flughafen H. Hasan Aroeboesman oder Flughafen Ende (indonesisch Bandar Udara H. Hasan Aroeboesman oder Bandara Ende,IATA-Code: ENE, ICAO-Code: WATE) ist der Verkehrsflughafen der Stadt Ende auf der indonesischen Insel Flores. Im Linienflugverkehr verbinden mehrere indonesische Fluggesellschaften den Flughafen mit anderen Zielen in Indonesien.
Es bestehen Ausbauplanungen zur Erweiterung der Kapazität des Flughafens. Dies würde eine Erweiterung der Start-/Landebahn auf über 2.000 Meter sowie eine Vergrößerung des Terminals beinhalten.

## Verkehrszahlen
| Jahr | Passagiere |
| ---- | ---------- |
| 2022 | 107.541    |
| 2021 | 109.327    |
| 2020 | 110.867    |
| 2019 | 173.343    |
| 2018 | 212.588    |
| 2017 | 201.615    |
| 2016 | 188.483    |
| 2015 | 151.112    |
| 2014 | 155.283    |